# Mateusz Przybyła
Mateusz Przybyła (ur. 12 kwietnia 1991) – polski siatkarz, grający na pozycji środkowego. 

## Sukcesy klubowe
Mistrzostwo I ligi:
- 2014